# TWD Fibres
Die TWD Fibres GmbH war ein Unternehmen der Textilindustrie mit Sitz in Deggendorf in Niederbayern. Das Unternehmen hatte sich auf die Herstellung von Filamentgarnen spezialisiert.

## Geschichte
Die TWD Fibres GmbH wurde 1959 von Heinrich Kunert mit dem Namen Textilwerke Deggendorf als Rundstrickerei für Strumpfproduktion mit 30 Beschäftigten gegründet. 1963 wurde der heutige Standort im Deggendorfer Stadtteil Seebach errichtet.
1975 wurde die erste Filamentspinnerei gebaut, die nun das Kerngeschäft darstellt. 2005 übernahm die Daun & Cie Gruppe das Unternehmen nach einem Insolvenzverfahren. Zuvor im Jahr 2002 hatte TWD Fibres noch 3.360 Mitarbeiter und einen Umsatz von 350 Millionen Euro.
2006 gehörte TWD Fibres zu den zehn bedeutendsten Chemiefaserhersteller in Deutschland mit 800 Mitarbeitern und einem Umsatz von 103,8 Millionen Euro. 2014 lag der Umsatz bei 121,0 Millionen Euro.
Von 2015 bis 2019 war die Firma im Besitz der Beteiligungsgesellschaft 4K Invest.
Im Frühjahr 2019 erfolgte der zweiteilige Verkauf – Firma bzw. Immobilien – an die Geschäftsführer bzw. die Unternehmensgruppe Karl.
Für November 2019 bis April 2020 wurde mit Zustimmung des Betriebsrats zwischen dem Unternehmen und der Agentur für Arbeit Kurzarbeit im Rahmen von drei bis 5 Arbeitstage je Mitarbeiter und Monat vereinbart. Zurückgeführt werde diese Kurzarbeit auf die zunehmend schwierige Marktsituation im Automobilbereich.
Am 26. Juni 2020 stellte die TWD Fibres GmbH Antrag auf Insolvenz in Eigenverwaltung. Das Amtsgericht Deggendorf hob das Insolvenzverfahren nach Bestätigung des Insolvenzplans am 12. Dezember 2020 auf.

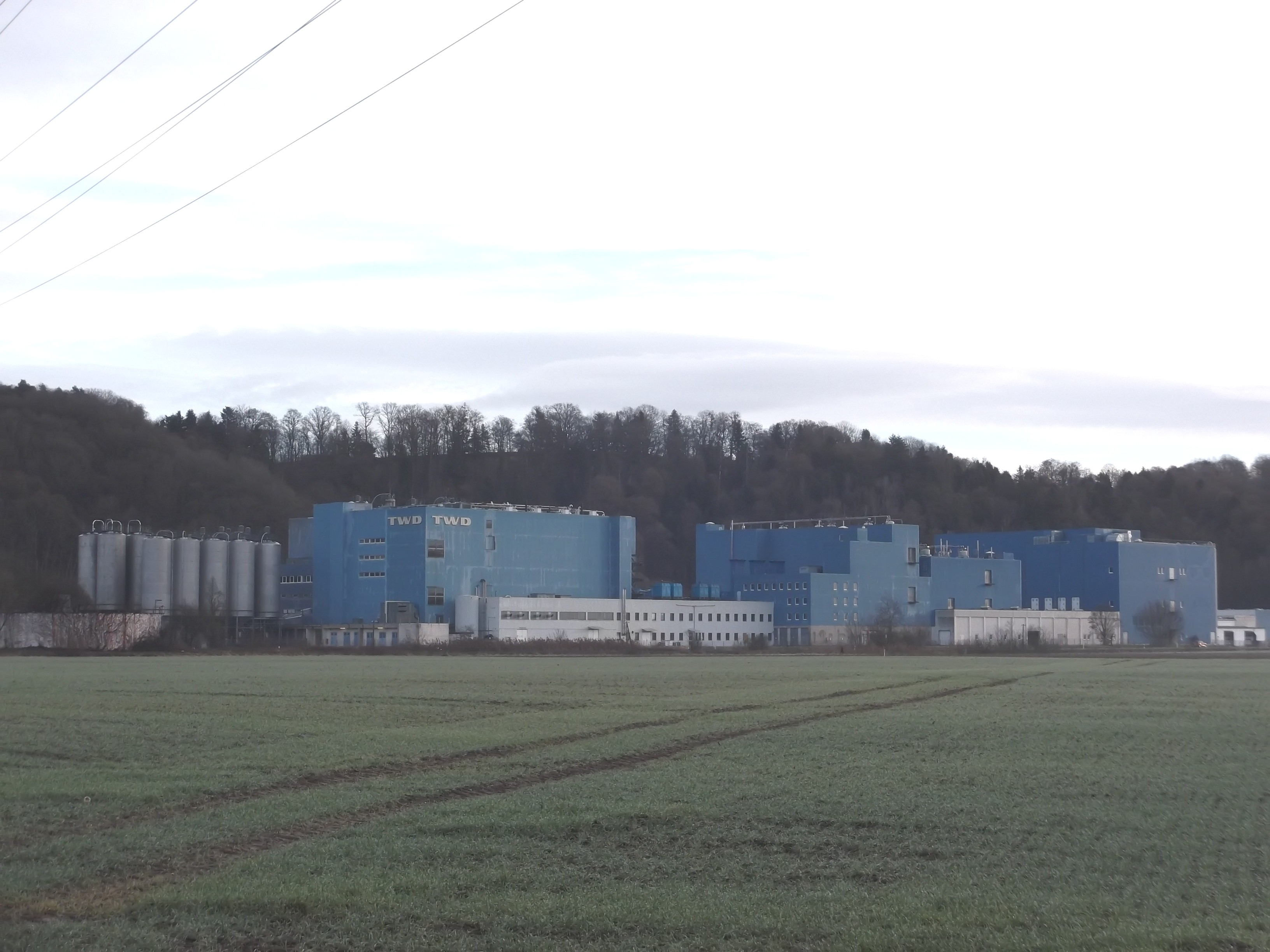
Werksgelände der TWD Fibres, 2023 von Südosten gesehen

Nach einer weiteren Insolvenz in Eigenverwaltung Anfang 2022 stellte das Unternehmen am 9. Dezember 2022 seinen Betrieb ein. Zu diesem Zeitpunkt hatte TWD noch 390 Mitarbeiter. Laut Insolvenzverwalter seien die zuletzt stark gestiegenen Energiekosten und mangelnde Produktionsauslastung für die Schließung ausschlaggebend gewesen. Ein Käufer oder Investor sei nicht gefunden worden.

## Produkte
Die TWD Fibres GmbH produzierte und vertrieb Polyester und Polyamid 6.6 Endlosfilamentgarne. Diese werden in verschiedenen Branchen verwendet, unter anderem Automobil, Bekleidung oder Medizin.

## Sonstiges
Das Unternehmen war Namensgeber sogenannter Deggendorf-Klauseln im Subventionsrecht. 1995 hatte die Europäische Kommission entschieden, dass die Bundesrepublik Deutschland keine weiteren Beihilfen an TWD auszahlen durfte, bis alte für rechtswidrig erklärte Beihilfen vollständig zurückgezahlt waren. Diese Verwaltungspraxis wurde später durch "Deggendorf-Klauseln" in den Bedingungen von Beihilfeprogrammen formalisiert.